# Verrey-sous-Drée
 Verrey-sous-Drée  es una población y comuna francesa, en la región de Borgoña, departamento de Côte-d'Or, en el distrito de Dijon y cantón de Sombernon.

## Demografía
| 54 | 47 | 49 | 55 | 66 | 52 |
| Para los censos de 1962 a 1999 la población legal corresponde a la población sin duplicidades (Fuente: INSEE [Consultar]) |    |    |    |    |    |